# أخدرية برية
أخدرية برية (الاسم العلمي: Oenothera villosa) هو نوع نباتي يتبع جنس الأخدرية من الفصيلة الأخدرية.